# Залукаев, Василий Ильич
Василий Ильич Залукаев (26 апреля 1919 — 10 декабря 1993) — участник Великой Отечественной войны, командир расчёта миномётной роты 50-го гвардейского Ченстоховского Краснознамённого стрелкового полка (15-я гвардейская Харьковская ордена Ленина Краснознамённая ордена Суворова стрелковая дивизия, 34-й гвардейский Дрезденский стрелковый корпус, 5-я гвардейская армия, 1-й Украинский фронт), гвардии старший сержант. Кавалер ордена Славы трёх степеней.

## Биография
Родился 26 апреля 1919 года в селе Большая Талинка (ныне Тамбовского района Тамбовской области) в семье рабочего. Окончил 4 класса. Работал на торфопредприятии в городе Рассказово Тамбовской области.

### В РККА
В Красной армии с 1941 года. В действующей армии с 30 сентября 1941 года. Воевал на Южном, Юго-Западном, Сталинградском (с 30 сентября 1942 года - Донской, с 15 февраля 1943 года - Центральный), Воронежском, Степном (с 20 октября 1943 года - 2-й Украинский), 3-м и 1-м Украинских фронтах.

### На фронте
В ходе наступательных боёв с 18 по 25 июля 1943 года в районе сёл Аркадьевна и Ястребово (ныне Белгородского района Белгородской области) наводчик гвардии младший сержант В. И. Залукаев, действуя в составе расчёта, подбил автомашину с пушкой на прицепе, подавил 6 огневых точек и уничтожил до 50 немецких солдат и офицеров. Приказом командира дивизии награждён орденом Красной Звезды.
К концу сентября 1943 года передовые части 15-й гвардейской стрелковой дивизии вышли к реке Днепр, форсировали её и захватили плацдарм в районе села Бородаевка (ныне Верхнеднепровский район Днепропетровской области, Украина). В ходе боёв на плацдарме в период с 28 сентября по 13 октября 1943 года В. И. Залукаев огнём миномёта уничтожил 3 огневых точки, автомобиль и до 25 немецких солдат. Приказом командира полка награждён медалью «За отвагу».
В ходе Никопольско-Криворожской наступательной операции в районе села Романовна (Криворожский район Днепропетровской области, Украина) 18 февраля 1944 года командир расчёта В. И. Залукаев со своими миномётчиками уничтожил 2 повозки с боеприпасами и пулемётный расчёт противника. В тот же день при отражении вражеской атаки ими было уничтожено 15 немецких солдат. В ходе дальнейшего продвижения в районе села Ингулец того же района 28 февраля 1944 года при отражении контратаки противника уничтожено 6 вражеских солдат.

### Подвиг
Приказом командира 15-й гвардейской стрелковой дивизии от 9 апреля 1944 года гвардии старший сержант Залукаев Василий Ильич награждён орденом Славы 3-й степени. В июне 1944 года 15-я гвардейская стрелковая дивизия была передислоцирована в полосу 1-го Украинского фронта, а в августе введена на сандомирский плацдарм. В ходе Сандомирско-Силезской наступательной операции 18 января 1945 года в районе населённого пункта Гудка (ныне Ченстоховский повят Силезского воеводства, Польша) расчёт В. И. Залукаева уничтожил 10 немецких солдат. При овладении селом миномётчики, действуя в составе штурмовой группы, захватили в плен 15 гитлеровцев. На подступах к городу Люблинец (ныне Силезское воеводство, Польша) 20 января 1945 года они уничтожили 3 огневые точки и 13 немецких солдат. Приказом командующего 5-й гвардейской армией от 27 апреля 1945 года гвардии старший сержант Залукаев Василий Ильич награждён орденом Славы 2-й степени. В марте 1945 года 15-я гвардейская стрелковая дивизия принимала участие в ликвидации группировки противника, окружённой в районе города Бреслау (ныне Вроцлав, Польша). 16 марта 1945 года в районе деревни Гирсдорф (ныне Галажице, гмина Гродкув Бжегского повята Опольского воеводства, Польша) расчёт В. И. Залукаева уничтожил 5 огневых точек и до 10 солдат противника.

### После армии
В ноябре 1945 года демобилизован. Указом Президиума Верховного Совета СССР от 15 мая 1946 года гвардии сержант Залукаев, Василий Ильич награждён орденом Славы 1-й степени.
Жил и работал в с. Тулиновка Тамбовского района. Работал на Татановском торфобрикетном заводе. Умер 10 декабря 1993 года. Похоронен в с. Тулиновка, Тамбовский район (Тамбовская область), гражданское кладбище, западная сторона, участок вне воинского кладбища.

## Награды
- орден Отечественной войны I степени (11.03.1985)[4]
- Орден Славы I степени (15.05.1946)[2]
- Орден Славы II степени (24.07.1945)
- Орден Славы III степени (09.04.1944)
- Медаль «В ознаменование 100-летия со дня рождения Владимира Ильича Ленина» (6 апреля 1970)
- Медаль «За победу над Германией в Великой Отечественной войне 1941—1945 гг.» (9 мая 1945[5])
- Юбилейная медаль «Двадцать лет Победы в Великой Отечественной войне 1941—1945 гг.» (7 мая 1965[6])
- Юбилейная медаль «Тридцать лет Победы в Великой Отечественной войне 1941—1945 гг.»[7]
- Медаль «Сорок лет Победы в Великой Отечественной войне 1941-1945 гг.»[8]

- Медаль «Ветеран Вооружённых Сил СССР»
- Медаль «30 лет Советской Армии и Флота»[9]
- Юбилейная медаль «40 лет Вооружённых Сил СССР»[10]
- Юбилейная медаль «50 лет Вооружённых Сил СССР» (26 декабря 1967[11])
- Юбилейная медаль «60 лет Вооружённых Сил СССР» (28 января 1978[12])
- Юбилейная медаль «70 лет Вооружённых Сил СССР» (28 января 1988[13])
- Знак «Гвардия»
- Знак МО СССР «25 лет Победы в Великой Отечественной войне» (24 апреля 1970[1])

## Память
- На могиле установлен надгробный памятник.